# Slät hjorttryffel
Slät hjorttryffel (Elaphomyces maculatus) är en svampart som tillhör divisionen sporsäcksvampar, och som beskrevs av Carlo Vittadini. Slät hjorttryffel ingår i släktet Elaphomyces, och familjen hjorttryfflar. Enligt den svenska rödlistan är arten starkt hotad i Sverige. Arten förekommer på Gotland, Götaland och Svealand. Artens livsmiljö är skogslandskap.